# Sverre By
Sverre By född 4 februari 1897, död 5 mars 1975, var en norsk lärare och barnboksförfattare från Trøndelag.
Han debuterade 1946 med På livet laus, och skrev totalt 21 böcker. Bäst känd är kanske Raudmerra (1948), som han fick Kultur- och kyrkodepartementets priser för barn- och ungdomslitteratur för, och uppföljarna Raudmerra er di (1956) och Samstadprinsen (1961). Han fick samma pris 1951 för Turid og dei andre. Ett huvudtema i författarskapet är en realistisk skildring av brytningen mellan det gamla bondesamhället och det moderna industrisamhället.
By är morfar till fotbollstränaren och litteraturkritikern Ola By Rise.